# 備後赤坂駅
備後赤坂駅（びんごあかさかえき）は、広島県福山市赤坂町大字赤坂にある、西日本旅客鉄道（JR西日本）山陽本線の駅である。駅番号はJR-X15。

## 歴史
- 1916年（大正5年）6月5日：鉄道院山陽本線福山駅 - 松永駅間に、水越駅（みのこしえき）として開設[1]。旅客・貨物取扱開始[1]。
- 1918年（大正7年）1月1日：備後赤坂駅（びんごあかさかえき）に改称[1]。
- 1960年（昭和35年）10月15日：貨物取扱廃止[1]。
- 1984年（昭和59年）2月1日：荷物扱い廃止[1]。
- 1987年（昭和62年）4月1日：国鉄分割民営化に伴い、JR西日本の駅となる[1]。
- 2007年（平成19年）
  - 2月7日：みどりの窓口営業開始[3]。
  - 9月1日：ICカード「ICOCA」が利用可能となる。
- 2016年（平成28年：CTC化に伴い、改札口とホームに新設されたLED式発車標使用開始[4]。
- 2020年（令和2年）
  - 2月29日：みどりの窓口営業終了[5][6]。
  - 3月1日：無人駅化[5][6]。

## 駅構造
単式・島式ホーム複合型2面3線を有する地上駅。駅舎は福山方面行ホーム（1番のりば）側にあり、広島方面行島式ホーム（2・3番のりば）へは跨線橋で連絡している。
無人駅。ICOCAが利用可能。更に下り線南側にはホームが無い待避線が1線ある。
2020年5月から新型コロナウイルス感染対策に伴う分散勤務の一環として、無人駅化後も事務室や支社との社内ネットワーク接続設備等が残存している13駅を対象に、近隣に在住する岡山支社勤務社員の社内テレワークオフィスとする取組みが行われていることから、当駅の事務室も利用されている。また、配置目的は分散勤務だけで無く当駅及び近隣で急を要する事態が起きた際の対応も兼ねている。

### のりば
| のりば | 路線             | 方向             | 行先             |
| ------ | ---------------- | ---------------- | ---------------- |
| 1      | 山陽本線         | 上り             | 福山・岡山方面   |
| 2      | （臨時用ホーム） | （臨時用ホーム） | （臨時用ホーム） |
| 3      | 山陽本線         | 下り             | 尾道・三原方面   |

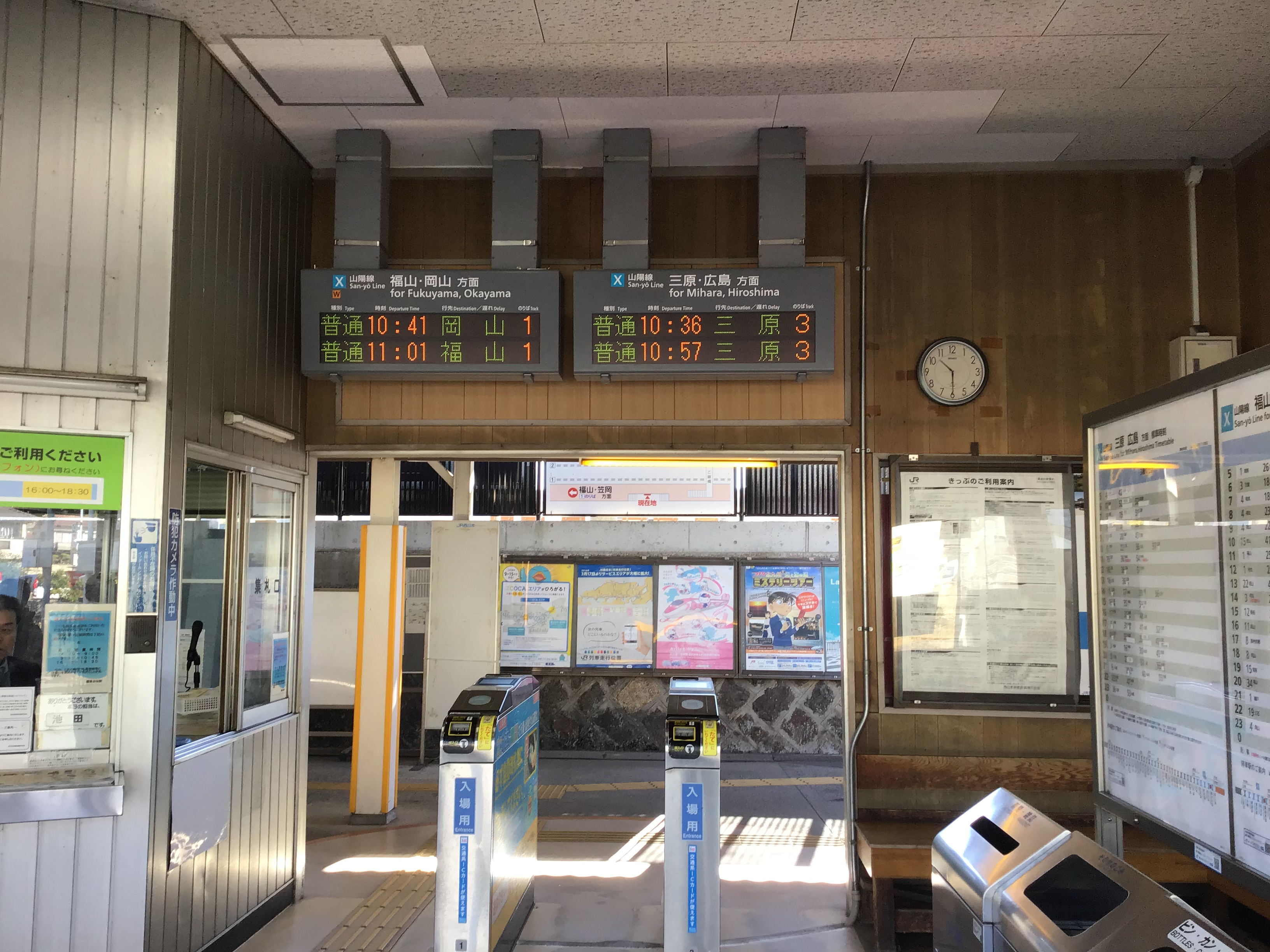
改札口（2018年11月）
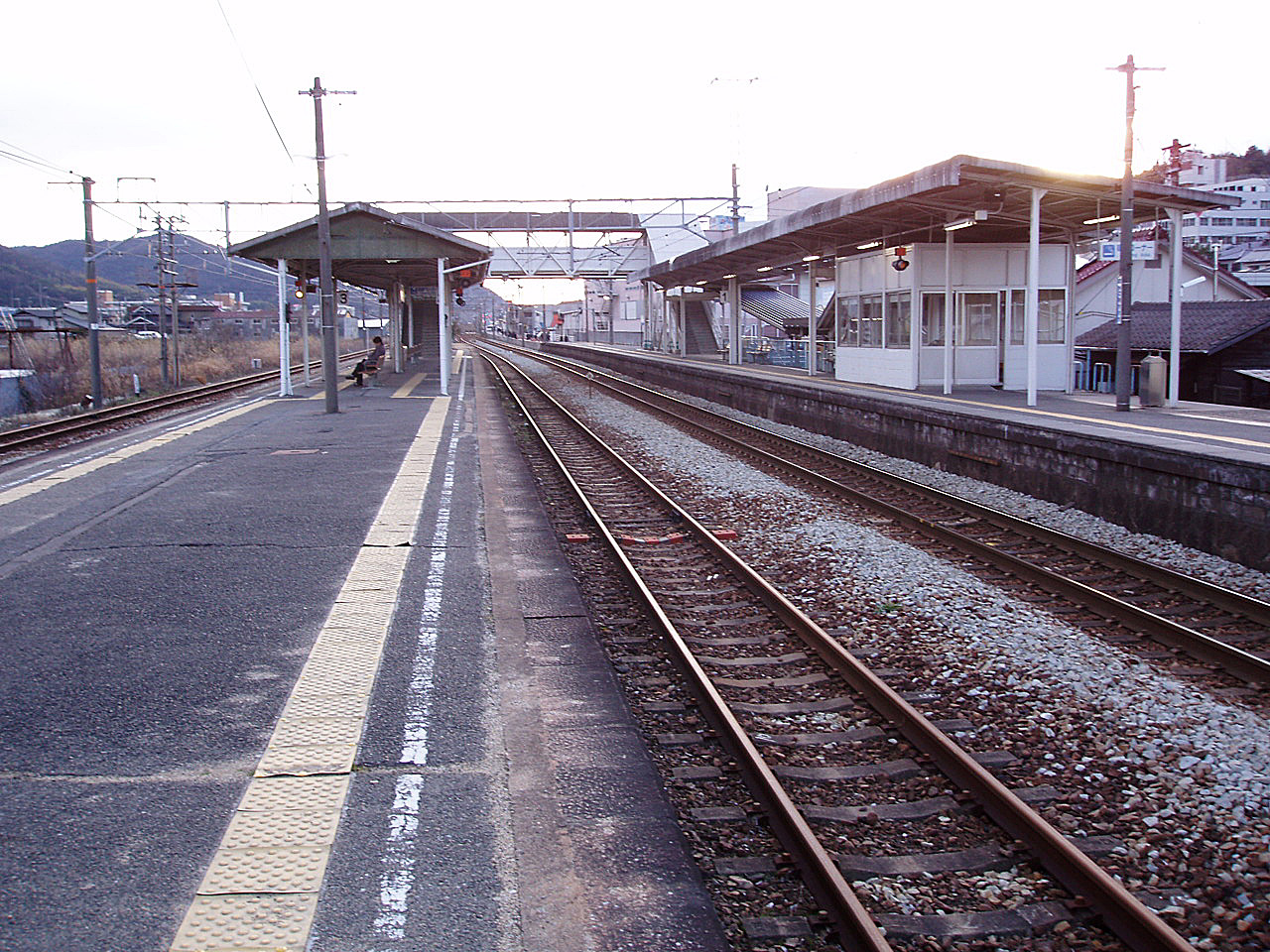
ホーム（2007年3月）

## 利用状況
「統計ふくやま」によると、近年の1日平均乗車人員の推移は以下の通り。
| 年度                | 1日平均 乗車人員 |
| ------------------- | ---------------- |
| 1989年（平成 元年） | 2,071            |
| 1990年（平成02年）  | 2,123            |
| 1991年（平成03年）  | 2,142            |
| 1992年（平成04年）  | 2,123            |
| 1993年（平成05年）  | 2,118            |
| 1994年（平成06年）  | 2,000            |
| 1995年（平成07年）  | 1,997            |
| 1996年（平成08年）  | 2,033            |
| 1997年（平成09年）  | 1,970            |
| 1998年（平成10年）  | 1,907            |
| 1999年（平成11年）  | 1,773            |
| 2000年（平成12年）  | 1,644            |
| 2001年（平成13年）  | 1,551            |
| 2002年（平成14年）  | 1,507            |
| 2003年（平成15年）  | 1,549            |
| 2004年（平成16年）  | 1,586            |
| 2005年（平成17年）  | 1,649            |
| 2006年（平成18年）  | 1,729            |
| 2007年（平成19年）  | 1,675            |
| 2008年（平成20年）  | 1,696            |
| 2009年（平成21年）  | 1,696            |
| 2010年（平成22年）  | 1,712            |
| 2011年（平成23年）  | 1,732            |
| 2012年（平成24年）  | 1,740            |
| 2013年（平成25年）  | 1,805            |
| 2014年（平成26年）  | 1,740            |
| 2015年（平成27年）  | 1,820            |
| 2016年（平成28年）  | 1,858            |
| 2017年（平成29年）  | 1,871            |
| 2018年（平成30年）  | 1,830            |
| 2019年（令和 元年） | 1,845            |
| 2020年（令和02年）  | 1,665            |
| 2021年（令和03年）  | 1,576            |

## 駅周辺
- 福山西警察署赤坂駐在所
- 広島県東部運転免許センター
- 神原病院
- 福山市立済美中学校
- 福山市立福山中・高等学校
- ショッピングプラザ サファ福山
- イコーカ山古墳

### バス路線
- トモテツバス

## 隣の駅
西日本旅客鉄道（JR西日本）
 山陽本線
福山駅 (JR-X14) - 備後赤坂駅 (JR-X15) - 松永駅 (JR-X16)